# Pombo-de-delegorgue
Pombo-de-delegorgue ou pombo-de-gola-branca (nome científico: Columba delegorguei) é uma espécie de ave da família Columbidae.
Pode ser encontrada nos seguintes países: Angola, Quénia, Malawi, Moçambique, África do Sul, Sudão, Tanzânia, Uganda, Zâmbia e Zimbabwe.